# کورکلینه
کورکلینه (به لهستانی:  Korkliny) یک روستا در لهستان است که در گمینا سوواوکی واقع شده‌است. کورکلینه  ۱۰۰ نفر جمعیت دارد.